# Миржиевка
Миржиевка (укр. Миржіївка) — село в Новоушицком районе Хмельницкой области Украины.
Население по переписи 2001 года составляло 76 человек. Почтовый индекс — 32610. Телефонный код — 3847. Занимает площадь 0,719 км². Код КОАТУУ — 6823382004.

## Местный совет
32610, Хмельницкая обл., Новоушицкий р-н, с. Глебов